# Gazon maudit
Gazon maudit (conocida en Argentina como Cama para tres; en México y República Dominicana como La amante de mi mujer; y en España y resto de Hiapanoamérica como Felpudo maldito) es una película francesa dirigida por Josiane Balasko estrenada en 1995.

## Argumento
Laurent, agente inmobiliario, tiene varias relaciones extramaritales y presta poca atención a su esposa Loli, quien se ocupa de sus dos hijos. Marijo, una lesbiana, llega a su mundo doméstico y el enfrentamiento por seducir a Loli es intenso.
Entonces hay un flechazo entre Marijo y Loli. Cuando Loli abandona a su marido para irse con Marijo, Laurent se enfada. Por eso Loli acaba compartiéndose entre su marido y su amiga. Al final de la película, furiosa de compartir su vida con dos personas que discuten sin cesar, Loli abandona su domicilio, convertido en «(extra)conyugal». Para recuperar a su mujer, Laurent amenaza a Marijo. Esta le cederá a Loli si Laurent la deja embarazada. En contra de sus deseos, él acepta. Marijo vaga por la calle después de haber perdido su trabajo de DJ a causa de Laurent y Loli, y está a punto de dar a luz. Loli llama una ambulancia para que la lleven al hospital. No hay problemas en el parto, Laurent acoge a la madre de su nueva hija. Loli regresa con ellos.
Al finalizar la película se observa a Laurent conversando con otro hombre (Miguel Bosé), con lo que la pregunta queda en el aire, pues se aprecia una clara corriente de atracción entre ambos hombres.

## Premios
Por esta película, Josiane Balasko recibió junto a  Patrick Aubrée el premio al Mejor guion original o adaptación, en la ceremonia de los César en 1996.
La película fue seleccionada en los 53 ceremonia de los Golden Globe Awards en la categoría de Mejor película extranjera.

## Ficha técnica
- Título: Felpudo maldito
- Título original: Gazon maudit
- Dirección: Josiane Balasko
- Guion: Patrick Aubrée et Josiane Balasko (Césars du cinéma en 1996)
- Producción: Pierre Grunstein
  - Producción delegada: Claude Berri
- Sociedad productora
- Música: Manuel Malou
- Fotografía: Gérard de Battista
- Montaje: Claudine Merlin
- Decorados: Carlos Conti
- Vestuario: Fabienne Katany
- País: Francia
- Género: Comedia
- Duración: 104 minutos
- Formato: Color
- Taquilla
- Fecha de estreno: Francia: 8 de febrero 1995

### Lugares de rodaje[1]
| Vaucluse (84 - Francia) : Cavaillon Aviñón (Calle Prevot Calle du Clos Saint-Didier) Roussillon Apt (Albergue de Saint-Crépin - Café Grégoire) Oppède-le-Vieux (Camino del Courroussouve, route des carrières) | Ardèche (07 - Francia) : Le Roux (Túnel del Roux) |

## Reparto
- Victoria Abril – Loli
- Josiane Balasko – Marijo
- Alain Chabat – Laurent Lafaye
- Ticky Holgado – Antoine
- Catherine Hiegel – Dany
- Catherine Samie – la prostituta
- Catherine Lachens – Sopha, jefa
- Katrine Boorman – Émily Crumble
- Telsche Boorman – Dorothy Crumble
- Véronique Barrault – Véro
- Sylvie Audcoeur – Ingrid
- Michèle Bernier – Solange
- Maureen Diot – Cristelle
- Miguel Bosé – Diégo, el chaval
- Jean-Luc Violet – le barman
- Catherine Alias – la mujer en el café
- Philippe Berry – el vendedor de rosas
- Paul Suissa – Julien
- Anthony Martin – Pablo
- Edmonde Franchi – Señora Lombard
- Annick Berger - Secretaria #1
- Kostas Papadopoulos – Camarero del restaurante español
- Delphine Dupont - Niñera
- Henri Talau - Señor Crépineau
- Arlette Lebret - Secretaria #2
- Alexandre Grenier – Cliente del taxi
- Marie Borowski - Portera Sopha
- Blanca Li - Cliente Sopha 1
- Hélène Raimbault - Cliente Sopha 2
- Alice Hygoulin – Camarera anciana
- Manuel Malou – Músico del restaurante español
- Javier Martin Cerezo - 'Músico del restaurante español
- Vicente Almarez Montero - Músico del restaurante español
- Jean-Baptiste Marino - Músico del restaurante español
- Jorge Sánchez López - 'Músico del restaurante español